# Christopher Doyle
Christopher Doyle (in cinese mandarino pinyin: Dù Kěfēng) (Sydney, 2 maggio 1952) è un direttore della fotografia e regista australiano naturalizzato cinese.

## Biografia
Primo di cinque figli, è vissuto in Australia fino all'età di diciotto anni. Prima di iniziare a lavorare nel mondo del cinema, Doyle ha avuto modo di girare il mondo e praticare differenti attività lavorative; è stato trivellatore in India, allevatore di mucche in Israele, marinaio in un cargo norvegese, dottore in medicina cinese in Thailandia. Si è stabilito in Taiwan nella seconda metà degli anni settanta ed ha cominciato a lavorare come fotografo presso la Cloud Gate Dance Theatre nel 1978. 
Il suo debutto come direttore della fotografia cinematografico risale al 1983, collaborando al film Hai tan de yi tian dell'esordiente Edward Yang. Nel corso della sua carriera, ha lavorato con alcuni tra i più importanti registi orientali; ha collaborato con registi quali Wong Kar Wai (hanno girato insieme otto film), Chen Kaige, Pen-Ek Ratanaruang, Zhang Yimou.
Nel 2016 gli viene dedicata una mini-sezione al 34° Torino Film Festival, dove riceve il Gran Premio Torino alla carriera.
Parla correntemente inglese, cinese, francese, cantonese, giapponese, thailandese e spagnolo.

## Filmografia parziale

### Direttore della fotografia

#### Lungometraggi
Nota: per i film asiatici non distribuiti in Italia sono indicati titoli internazionali inglesi e titoli originali.
- Hai tan de yi tian, regia di Edward Yang (1983)
- Lao niang gou sao, regia di Kei Shu (1986)
- Noir et blanc, regia di Claire Devers (1986)
- Burning Snow / Xue zai shao, regia di Patrick Tam (1988)
- My Heart Is That Eternal Rose / Sha shou hu die meng, regia di Patrick Tam (1989)
- I Am Sorry / Shou huang de nu ren, regia di Tony Au (1989)
- Days of Being Wild (A Fei zheng chuan), regia di Wong Kar-wai (1991)
- Secret Love in Peach Blossom Land / An lian tao hua yuan, regia di Stan Lai (1992)
- Mary from Beijing / Meng xing shi fen, regia di Sylvia Chang (1992)
- Hong Kong Express (Chung hing sam lam), regia di Wong Kar-wai (1994)
- The Red Lotus Society / Fei xia a da, regia di Stan Lai (1994)
- Ashes of Time (Dung che sai duk), regia di Wong Kar-wai (1994)
- Red Rose White Rose / Hong mei gui bai mei gui, regia di Stanley Kwan (1994)
- Angeli perduti (Duo luo tian shi), regia di Wong Kar-wai (1995)
- The Peony Pavilion / Wo de mei li yu ai chou, regia di Chen Kuo-fu (1995)
- Le tentazioni della luna (Feng yue), regia di Chen Kaige (1996)
- 4 Faces of Eve / Si mian xia wa, regia di Gan Kwok-Leung, Eric Kot, Lam Jan (1996)
- Happy Together (Chun gwong cha sit), regia di Wong Kar-wai (1997)
- Motel Cactus / Motel Seoninjang, regia di Park Ki-Yong (1997)
- First Love: The Litter on the Breeze / Choh chin luen hau dik yi yan sai gaai, regia di Eric Kot (1998)
- Yang ± Yin: Gender in Chinese Cinema / Naamsaang-neuiseung, regia di Stanley Kwan (1998)
- Psycho, regia di Gus Van Sant (1998)
- Away with Words / San tiao ren (1999) - anche regista
- Liberty Heights, regia di Barry Levinson (1999)
- In the Mood for Love (Fa yeung nin wa), regia di Wong Kar-wai (2000)
- Made - Due imbroglioni a New York (Made), regia di Jon Favreau (2001)
- La generazione rubata (Rabbit-Proof Fence), regia di Phillip Noyce (2002)
- The Quiet American, regia di Phillip Noyce (2002)
- Hero (Yīng xióng), regia di Zhang Yimou (2002)
- Last Life in the Universe (Ruang rak noi nid mahasan), regia di Pen-Ek Ratanaruang (2003)
- Green Tea / Lü cha, regia di Zhang Yuan (2003)
- 2046, regia di Wong Kar-wai (2004)
- Jiǎozi, regia di Fruit Chan (2004)
- Perhaps Love / Ru guo - Ai, regia di Peter Chan (2005)
- La contessa bianca (The White Countess), regia di James Ivory (2006)
- Invisible Waves, regia di Pen-Ek Ratanaruang (2006)
- Lady in the Water, regia di M. Night Shyamalan (2006)
- Paranoid Park, regia di Gus Van Sant (2007)
- Downloading Nancy, regia di Johan Renck (2008)
- The Limits of Control, regia di Jim Jarmusch (2009)
- Ondine - Il segreto del mare (Ondine), regia di Neil Jordan (2009)
- Ocean Heaven / Haiyang tiantang, regia di Xue Xiao Lu (2010)
- Showtime / Yongxin tiao, regia di Stanley Kwan (2010)
- Passion Play, regia di Mitch Glazer (2010)
- Underwater Love / Onna no kappa, regia di Shinji Imaoka (2011)
- Love for Life / Mo shu wai zhuan, regia di Gu Changwei (2011)
- Tormented / Rabitto horâ 3D, regia di Takashi Shimizu (2011)
- Magic Magic, regia di Sebastián Silva (2013)
- Poesia senza fine (Poesía sin fin), regia di Alejandro Jodorowsky (2016)
- Human Flow, regia di Ai Weiwei (2017)

#### Cortometraggi
- wkw/tk/1996@7'55"hk.net, regia di Wong Kar-wai (1996)
- Three (Saam gaang), episodio Going Home, regia di Peter Ho-Sun Chan (2002)
- Six Days, regia di Wong Kar-wai (2002)
- Three... Extremes (Sam gang yi), episodio Dumplings, regia di Fruit Chan (2004)
- Eros, episodio The Hand, regia di Wong Kar-wai (2004)
- The Madness of the Dance, regia di Carol Morley (2006)
- Meeting Helen, regia di Emily Woof (2007)

### Regista
- Away with Words / San tiao ren (1999)
- Paris, je t'aime, episodio Porte de Choisy (2006)
- Izolator (2008)

### Attore
- Tián mì mì, regia di Peter Chan (1996)
- Andromedia (Andoromedia), regia di Takashi Miike (1998)